# خرافه (فیلم ۱۹۲۰)
خرافه (انگلیسی: Superstition) فیلمی در ژانر وسترن به کارگردانی ادوارد لمل است که در سال ۱۹۲۰ منتشر شد. از بازیگران آن می‌توان به هوت گیبسون اشاره کرد.

## بازیگران
- هوت گیبسون
- Charles Newton
- Jim Corey